# Skövde domsaga
Skövde domsaga var en domsaga i Skaraborgs län. Den bildades den 1 januari 1938 (enligt beslut den 24 juli 1936 och 22 oktober 1937) genom samgående av Gudhems och Kåkinds domsaga samt Skövde rådhusrätt. Domsagan upplöstes 1971 i samband med tingsrättsreformen i Sverige, då den överfördes till Skövde tingsrätt där dess domkrets bildade en ombildad Skövde domsaga.
Domsagan lydde under Göta hovrätt. Två tingslag låg under domsagan.

## Tingslag
- Skövde tingslag
- Gudhems och Kåkinds tingslag

## Häradshövdingar
- 1938–1958 Johan Olof Odencrants
- 1958–1961 Gunnar Lindskog
- 1961–1970 Carl-Gustaf Asplund

### Fotnoter
1. ↑   (PDF) Folkräkningen den 31 december 1940, I, Areal och folkmängd inom särskilda förvaltningsområden m.m., Befolkningsagglomerationer. Stockholm: Statistiska centralbyrån. 1942. sid. 151-152. Arkiverad från originalet den 9 oktober 2014. https://www.webcitation.org/6TCcNWXzt?url=http://www.scb.se/Grupp/Hitta_statistik/Historisk_statistik/_Dokument/SOS/Folkrakningen_1940_1.pdf. Läst 9 oktober 2014 Arkiverad 1 november 2013 hämtat från the Wayback Machine.